# Болгарский литературный язык
Болга́рский литерату́рный язы́к (болг. Български книжовен език) — кодифицированный вариант общей языковой системы болгарского языка, представляющей собой совокупность литературного языка и местных диалектов, просторечия, жаргонов, профессиональных арго и т. д.
Литературный язык преподаётся в школах, используется в деловой и официальной сфере. Он обладает стилистическим разнообразием, которое позволяет пользоваться им во всех сферах общения. Литературный язык преподают иностранцам, изучающим болгарский.

## История болгарского литературного языка
Болгарская традиция приписывает создание староболгарского литературного языка братьям Кириллу и Мефодию (IX век). На этом языке была создана обширная религиозная и художественная литература, он использовался в качестве административного языка первой болгарской державы.
Становление современного литературного болгарского языка связано с событиями Болгарского национального возрождения (вторая половина XVIII века — 1878 год), с восстановлением болгарской государственности и развитием болгарской литературы и функциональных стилей болгарского языка.
Македонский литературный язык в Болгарии принято называть «македонской литературной нормой», имея в виду развитие этой формы из одного диалектного континуума с болгарским литературным языком и не признавая таким образом существование отдельного македонского языка. Помимо македонской нормы известны также банатская литературная норма и попытки кодификации болгарских рупских говоров севера Греции (Фракия) как помакского языка.